# Acanthomuricea mberea
Acanthomuricea mberea is een zachte koraalsoort uit de familie Plexauridae. De koraalsoort komt uit het geslacht Acanthomuricea. Acanthomuricea mberea werd in 1999 voor het eerst wetenschappelijk beschreven door Grasshoff. 